# 卢宇国
卢宇国（1970年12月—），男，河南潢川人，中华人民共和国政治人物。毕业于国防科技大学固体火箭发动机专业，研究员级高级工程师。

## 生平
1992年8月参加工作。1998年6月加入中共。曾任中国航天科工集团公司三院二三九厂厂长、北京市国资委副主任。
2014年11月，任北京市对口支援和经济合作工作领导小组新疆和田指挥部党委书记、指挥，中共和田地委副书记。
2017年9月，任中共北京市怀柔区委副书记、北京市怀柔区人民政府区长。
2019年9月，任北京市科学技术研究院正局级领导。